# Кузьмин, Алексей Аркадьевич
Алексей Аркадьевич Кузьмин (род. 10 февраля 1929 года) — советский и российский физик, участник создания крупных ускорителей заряженных частиц, лауреат Ленинской премии (1970). Организатор науки. 

## Биография
Окончил Московский энергетический институт по специальности инженер-физик (1951).
С 1950 г. работал в Радиотехническом институте АН СССР, с 1969 года начальник сектора (разработка средств загоризонтного обнаружения стартов баллистических ракет с ракетных баз США).
После разделения Радиотехнического института с 1976 по 1986 год — директор Московского радиотехнического института АН СССР (МРТИ).
С 1986 по 1996 год — генеральный директор и главный конструктор ЦНПО «Вымпел», В 1996-2000 генеральный директор и главный конструктор НИИДАР (НИИ дальней радиосвязи) по системам ПРН и ККП. С 2000 г. — советник генерального директора НИИДАР.
Кандидат технических наук. Участник создания крупных ускорителей заряженных частиц.

## Награды
- Ленинской премии (1970) — за разработку и ввод в действие протонного синхротрона ИФВЭ на энергию 70 ГэВ.